# Tournoi de tennis de Virginie
Le tournoi de Virginie (États-Unis) est un tournoi de tennis féminin du circuit professionnel WTA.
La dernière édition du tournoi a été organisée en 1982.

## Palmarès

### Simple
| No | Date       | Nom et lieu du tournoi                      | Catégorie | Dotation | Surface         | Vainqueure      | Finaliste     | Score         |         |
| -- | ---------- | ------------------------------------------- | --------- | -------- | --------------- | --------------- | ------------- | ------------- | ------- |
| 1  | 25-02-1979 | Avon Qualifying of Roanoke, Roanoke         | Futures   | 7 500 $  | Moquette (int.) | Kathy Mueller   | Elise Burgin  | 3-6, 6-4, 6-2 | Tableau |
| 2  | 18-02-1980 | Avon Futures of Roanoke, Roanoke            | Futures   | 7 500 $  | Moquette (int.) | Felicia Hutnick | Vicki Nelson  | 6-2, 7-5      | Tableau |
| 3  | 26-01-1981 | Avon Futures of Roanoke, Roanoke            | Futures   | 30 000 $ | Moquette (int.) | Renée Richards  | Jane Stratton | 7-5, 6-3      | Tableau |
| 4  | 10-01-1982 | Avon Futures of Hampton Roads, Newport News | Futures   | 40 000 $ | Moquette (int.) | Helena Suková   | Pat Medrado   | 6-2, 6-7, 6-0 | Tableau |

### Double
| No | Date       | Nom et lieu du tournoi                     | Catégorie | Dotation | Surface         | Vainqueures                           | Finalistes                          | Score         |         |
| -- | ---------- | ------------------------------------------ | --------- | -------- | --------------- | ------------------------------------- | ----------------------------------- | ------------- | ------- |
| 1  | 25-02-1979 | Avon Qualifying of Roanoke Roanoke         | Futures   | 7 500 $  | Moquette (int.) | Caryn Copeland Heather Ludloff        | Raquel Giscafré Jane Stratton       | 6-3, 6-3      | Tableau |
| 2  | 18-02-1980 | Avon Futures of Roanoke Roanoke            | Futures   | 7 500 $  | Moquette (int.) | Rita Agassi Susan Leo                 | Betsy Blaney Mariette Pakker        | 6-3, 7-5      | Tableau |
| 3  | 26-01-1981 | Avon Futures of Roanoke Roanoke            | Futures   | 30 000 $ | Moquette (int.) | Marcella Mesker Christiane Jolissaint | Kateřina Skronská Marcela Skuherská | 6-1, 3-6, 6-1 | Tableau |
| 4  | 10-01-1982 | Avon Futures of Hampton Roads Newport News | Futures   | 40 000 $ | Moquette (int.) | Marcella Mesker Carol Lynn Baily      | Lucia Romanov Corinne Vanier        | 6-2, 6-1      | Tableau |